# فريدريك مانفريد
فريدريك مانفريد (بالإنجليزية: Frederick Manfred)‏ (6 يناير 1912، دوون في الولايات المتحدة - 7 سبتمبر 1994، لوفيرن في الولايات المتحدة)؛ روائي أمريكي.